# Португальский Тимор в Первой мировой войне
Португальский Тимор вступил в Первую мировую войну одновременно с Португалией, когда Германская империя объявила ей войну 9 марта 1916 года. Тимор пострадал от войны в основном из-за угрозы, вызванной близостью к Голландской Ост-Индии. Кроме того, без транспортных и коммуникационных путей Тимор стал более изолированным, сократился импорт и экспорт. Несмотря на участие Португалии в Первой мировой войне, другие страны сохраняли интерес к этой колонии.

## Предыстория
Тимор, самая удаленная от Португалии колония, за десятилетия до Первой мировой войны находился в состоянии внутренних войн; полное умиротворение территории было завершено только в 1912 году. Тимор был знаком с опасностью европейской войны из-за его связи с Голландской Ост-Индией. Нидерланды доминировали на другой половине острова и не имели хороших отношений с португальской властью, временами даже поддерживая и всячески помогая коренному населению восстать против Португалии. Граница между двумя колониями не была полностью ясна, и в июне 1914 года была установлена произвольная граница. Однако для демаркации границы необходимо было работать сообща. В декабре 1914 года губернатор Филомено да Камара де Мелу Кабрал написал в Лиссабон письмо, предлагая другое решение: надавить на Нидерланды, используя дружественные отношения Португалии с Великобританией, чтобы оккупировать весь остров. Но это решение так и не было принято.
Австралийское правительство беспокоил слух о том, что Португалия планирует продать Тимор Германии. Несмотря на то, что это было неправдой, реакция австралийского правительства показала, что интерес Австралии к Тимору был в первую очередь стратегическим.
Управляющий нефтяными концессиями Тимора Альфред Уоррен в отчете, подписанном 1 февраля 1912 года, высказал мнение, что «на острове, по-видимому, имеются все признаки огромных залежей нефти, но необходимо будет приобрести более мощную установку, способную опускаться по меньшей мере на 2000 футов». В 1913-14 годах была установлена буровая установка, способная бурить скважины на глубину 3000 футов. На высоте 320 футов начал бить фонтан нефти. Перед тем, как ожидалось, что основной запас нефти будет достигнут, буровая установка сломалась.

## Война
Началась Первая мировая война, и все судоходство между Австралией и Португальским Тимором прекратилось, так что отремонтировать буровую установку было невозможно.
Основной проблемой для Португалии во время конфликта была позиция Нидерландов, поскольку они симпатизировали Центральным державам, то были шансы присоединения Нидерландов к Центральным державам, что подвернуло бы опасности португальский Тимор из-за близости к Голландской Ост-Индии. Немецкий корабль прибыл в 1914 году, но после враждебной встречи с местными жителями покинул данное место. В 1915 году Великобритания считала, что Германия использует побережье для доставки оружия. Опасность вторжения сохранялась в последующие годы, и губернатор попросил Макао прислать канонерскую лодку Patria для обороны. Однако Макао было самому необходимо иметь лодку для собственной безопасности. Другой проблемой было прерывание телеграфной связи с Европой из-за того, что у португальцев не было своих линий.
В 1917 году Великобритания поставила ультиматум Нидерландам, что вызвало более пристальное внимание со стороны португальских властей. Португальские власти  сосредоточили свои войска у их границы, и решили ввести более интенсивное наблюдение. Несмотря на запрос отправки оружия, у правительства в Лиссабоне не было возможностей отправить его в Тимор.

## Экономика
Война повлияла на местную экономику, поскольку сокращение перевозок осложнило импорт и экспорт товаров. С другой стороны, патака стала единственной законной валютой в колонии.
В результате реконструкции компании была образована Timor Oil Limited. В 1916 году Timor Oil наняла Б.К. Страуда, «американского эксперта по нефти с высокой репутацией», связанного со Standard Oil Company of America, для проверки арендных и концессионных участков компании. 3 июля 1917 года Страуд представил директорам Timor Oil отчет, в котором указал, что «Тимор является единственным доступным местом, где можно вести поиски с надеждой на успех, на территории, охватывающей всю Австралазию и Голландскую Ост-Индию». Страуд назвал необходимые улучшения, которые нужно будет сделать после того, как будет обнаружена нефть и доказана её коммерческая ценность, и оценил затраты в 600 000 — 750 000 фунтов стерлингов. Страуд должен был быть ответственным за изучение нефтяных месторождений, однако, США были втянуты в Первую мировую войну, и последовавший за этим запрет на инвестирование американского капитала за пределы США положил конец деятельности Страуда в отношении «Timor Oil». После Первой мировой войны «Timor Oil» достигла соглашения с представителями Англо-Персидской нефтяной компании о шестимесячном опционе. Каждая сторона должна была иметь половину доли в собственности. Эксперты Англо-Персидской компании были впечатлены тем, что они увидели в Тиморе, и в отчете от 23 сентября 1920 года пришли к выводу, что «эти объекты, безусловно, заслуживают дальнейшего изучения путем бурения и обещают стать успешными и рентабельными нефтяными месторождениями». Еще одним положительным фактором было упомянуто то, что «здесь нет изнурительных трудовых норм, с которыми нужно бороться».

## Последствия
После войны вопросы, связанные с этим португальским владением, остались. На Парижской мирной конференции ходили слухи об интересе Японии; позже Австралия попытается вторгнуться на Тимор.